# Списък на готик метъл групи
Това е списък на групите, свирещи готик метъл или негови варианти.

## Готик метъл групи
- Agathodaimon[1]
- AionAion
- Artrosis[2]
- Angtoria[3][4]
- Asrai
- Atargatis[5]
- Beseech[6]
- Charon[7]
- Crematory (късни произведения)[8]
- Dakrua[9]
- Darkwell[10]
- Darkseed[11]
- Dreadful Shadows[12]
- Elis[13]
- Entwine[14]
- Erben Der Schöpfung
- Flowing Tears[15]
- Forever Slave[16]
- For My Pain...[17]
- Krypteria
- Lacuna Coil
- Lacrimas Profundere[18]
- Leaves' Eyes[19][20]
- Macbeth[21]
- Midnattsol[22]
- Moi dix Mois[23]
- Mortal Love[24]
- Moonspell[25]
- Nemesea[26]
- Octavia Sperati[27]
- On Thorns I Lay[28]
- Paradise Lost[29]
- Penumbra[30]
- Poisonblack[31]
- Sentenced (късни произведения)[32]
- Silentium
- Sirenia[33]
- Sirrah
- Theatre of Tragedy (ранни произведения)[34]
- Tiamat[35]
- To/Die/For[36]
- Trail of Tears[37]
- Tristania[38]
- Undish
- Within Temptation[39]

## Готик дуум метъл групи
- Ava Inferi [40]
- Avrigus
- Chalice
- Cryptal Darkness
- Draconian
- The Eternal
- The Gathering (ранни произведения)
- Heaven Grey
- How Like a Winter[41]
- Paradise Lost (ранни произведения)[42][43][44]
- Shape of Despair (част от дискографията им)
- The Sins of Thy Beloved
- Sirrah
- Theatre of Tragedy (ранни произведения)[45]
- Type O Negative
- Virgin Black

## Екстремен готик метъл
Групи, съчетаващи готик метъла с по-тежки стилове (например блек метъл). Списъкът също така съдържа и групи в стил дарк метъл, който се счита за обвързан с готик и блек метъла.
- Agalloch
- Agathodaimon (късни произведения)
- Ajattara
- Avec Tristesse
- Bethlehem
- Cradle of Filth
- Cadaveria
- Dark Lunacy
- Drastique[46]
- Dawn of Relic
- Eisregen
- Eternal Tears of Sorrow
- Graveworm
- Heaven Grey
- Katatonia (ранни произведения)
- Madder Mortem
- Nightfall
- Opera IX (ранни произведения)
- Rotting Christ (късни произведения)
- Samael (късни произведения)
- Siebenbürgen
- Sirrah
- Theatres des Vampires (късни произведения)
- The Old Dead Tree
- Throes of Dawn
- Thy Serpent
- Shade Empire

## Други готик метъл вариации
- The 69 Eyes
- After Forever[47][48]
- ASP
- Dark Princess
- Deadstar Assembly
- Deathstars
- Mastercastle